# Обитель страха (фильм, 2018)
«Обитель страха» (англ. The Wind) — фильм ужасов 2018 года режиссёра Эмми Тамми. В США премьера состоялась 10 сентября 2018 на Кинофестивале в Торонто, в России 6 июня 2019.

## Сюжет
Дикий Запад, конец XIX века. Где-то в бескрайних прериях живёт молодая пара. Муж часто отлучается на заработки в город и оставляет Лиззи одну, поэтому она очень обрадовалась, когда рядом поселилась ещё одна семейная пара. Теперь женщине есть с кем поговорить и провести время. Но забеременев, новая подруга начинает странно себя вести и утверждать, что где-то поблизости бродит нечто потустороннее.

## В ролях
- Кейтлин Джарерд — Лиззи Маклин
- Эшли Цукерман — Исак Маклин
- Джулия Голден Теллис — Эмма Харпер

## Критика
На сайте Rotten Tomatoes фильм имеет рейтинг 82 % на основе 60 рецензий критиков со средней оценкой 6,7 из 10. На сайте Metacritic фильм получил оценку 66 из 100 на основе 14 рецензий, что соответствует статусу «в основном положительные отзывы».